# 기하학
기하학(幾何學, 그리스어: γεωμετρία, 영어: geometry)은 공간에 있는 도형의 성질, 즉 대상들의 치수, 모양, 상대적 위치 등을 연구하는 수학의 한 분야이다. 기하학이 다루는 대상으로는 점, 선, 면, 도형, 공간과 같은 것이 있다.

## 어원
유럽 언어의 geometry, géométrie 등은 라틴어 geometria에서 왔으며, 더 거슬러 올라가면 고대 그리스어 γεωμετρία에서 유래한 말이다. 이는 땅을 뜻하는 그리스어 단어 γε(게)와 측정하다를 뜻하는 그리스어 단어 μετρία(메트리아)를 합하여 만든 말이다.
‘기하(幾何)’는 ‘(길이·넓이 등이) 얼마인가?’를 뜻하는 말로, 구장 산술(3세기) 등 중국의 수학책에서 ‘밭의 넓이가 얼마인가(為田幾何)’ 같은 표현으로 쓰였고 이는 명나라 때의 수학책까지 계속되었다. 1607년 명나라의 서광계가 마테오 리치와 함께 크리스토퍼 클라비우스가 편집한 에우클레이데스의 원론 라틴어판을 번역하면서 제목을 《기하원본(幾何原本)》이라 붙였다. 이 번역본에서 ‘기하’라는 낱말은 라틴어의 geometria가 아니라 ‘크기’ , ‘양’을 뜻하는 단어 magnitudo의 번역어로 쓰였다. 마테오 리치의 《역기하원본인(譯幾何原本引)》 · 줄리오 알레니의 《서학범(西学凡)》(1623) · 이지조의 《명리탐(名理探)》(1630년대) 등에서는 기하학(geometria)을 ‘양법(量法)’으로 번역했으며, 특히 《서학범》에서는 ‘기하지학(幾何之學)’이라는 낱말을 수학(mathematica)의 번역어로 썼다.(“幾何之學，名曰馬得馬第加者，譯言察幾何之道”) 청나라 때에도 ‘기하’라는 낱말은 보통 서양의 수학 전반을 부르는 말로 썼지만 일부 번역서에서는 기하학을 부르는 말로 쓰기도 했다. 조아킴 부베와 장프랑수아 제르비용이 프랑스어에서 한문으로 번역한 《기하원본》(1690)에서는 ‘기하’를 géométrie의 번역어로 썼다. 보편적인 ‘기하’라는 낱말의 뜻이 변하여 지금의 기하학을 가리키게 된 것은 19세기 후반 이후에 들어서였다.

## 역사
기하학(幾何學, 그리스어: γεωμετρία, 영어: geometry)은 공간에 있는 도형의 성질, 즉 대상들의 치수, 모양, 상대적 위치 등을 연구하는 수학의 한 분야이다. 기하학이 다루는 대상으로는 점, 선, 면, 도형, 공간과 같은 것이 있다.

### 고전 기하학

아르키메데스는 원기둥에 놓인 구를 자신의 묘비에 새기게 하였다.

1. 임의의 서로 다른 두 점 P, Q에 대해 두 점을 지나는 직선은 유일하다.

정삼각형의 작도

### 주요 기초 정리

#### 피타고라스의 정리
유클리드 기하학에서 널리 알려진 기본 정리는 피타고라스의 정리가 있다. 직각삼각형의 세 변 a, b, c에서 c를 빗변이라고 할 때 {\displaystyle a^{2}+b^{2}=c^{2}}가 된다는 이 정리는 고대부터 널리 알려져 있었으며, 수 많은 방식으로 증명되어 있다.
아래는 피타고라스의 정리에 대한 간단한 대수적 증명이다.

오른쪽 그림에서 전체 정사각형의 한 변의 길이는 {\displaystyle (a+b)}이고, 따라서 넓이는 {\displaystyle (a+b)^{2}}이 된다.
이번에는 부분의 넓이를 각각 구해보면, 가운데 정사각형의 넓이는 {\displaystyle c^{2}}, 네 개의 직각삼각형의 넓이는 {\displaystyle \scriptstyle {\frac {ab}{2}}\times 4}가 된다.
따라서, 전체 넓이는 {\displaystyle \scriptstyle c^{2}+4\times {\frac {ab}{2}}=c^{2}+2ab}가 된다. 그러므로
{\displaystyle {\begin{aligned}(a+b)^{2}&=c^{2}+2ab\\a^{2}+2ab+b^{2}&=c^{2}+2ab\\a^{2}+b^{2}&=c^{2}\end{aligned}}}
가 성립한다.

#### 원뿔 곡선

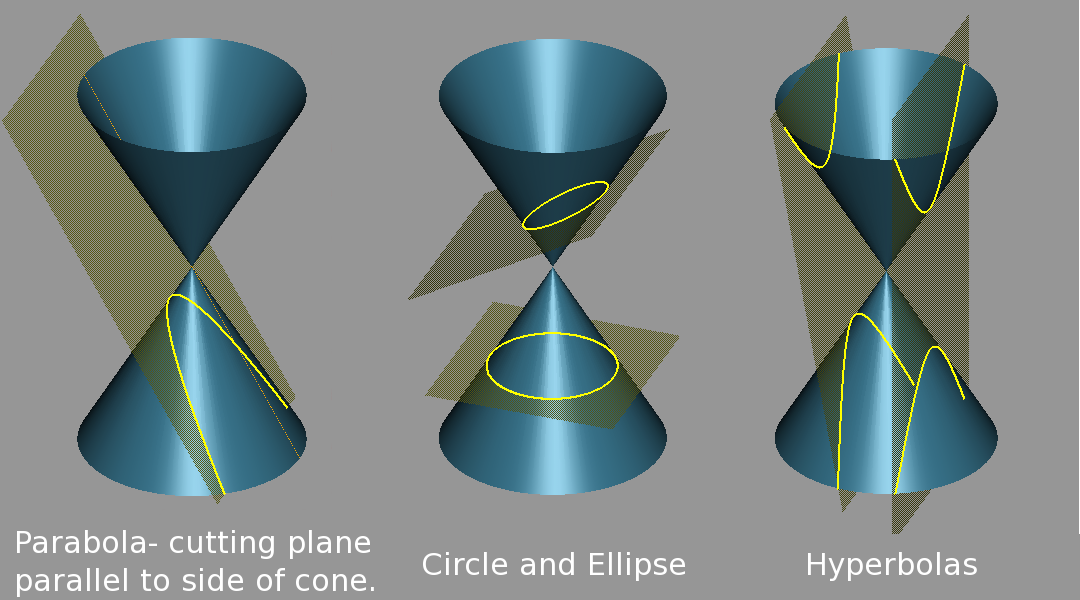
여러 가지 원뿔 곡선

원뿔 곡선은 하나의 평면으로 원뿔을 잘랐을 때 생기는 곡선인 원, 타원, 포물선, 쌍곡선을 말한다. 원뿔 곡선에 대한 연구는 고대 그리스 시대에서부터 계속되어 왔다.
각 곡선에 대한 기하학의 정의는 다음과 같다.
- 원: 평면 위의 하나의 정점에서 거리가 일정한 점들의 집합
- 타원: 평면 위의 두 정점에서 거리의 합이 일정한 점들의 집합
- 포물선: 평면 위의 하나의 정점과 이를 지나지 않는 하나의 직선에서 같은 거리에 있는 점들의 집합.
- 쌍곡선: 평면 위의 두 정점에서 거리의 차가 일정한 점들의 집합

#### 오일러의 다면체 정리
오일러의 다면체 정리는 레온하르트 오일러가 발견한 도형의 점, 선, 면의 관계이다. 꼭짓점의 개수를 {\displaystyle v}, 모서리의 개수를{\displaystyle e}, 면의 개수를 {\displaystyle f}라고 하면 {\displaystyle v-e+f=\chi }의 관계가 성립한다. 오일러의 다면체 정리는 쾨니히스베르크의 다리 문제에서 비롯된 한붓그리기와 함께 도형에 변형이 있더라도 변하지 않는 속성이 있다는 점을 일깨워 준다. 이는 호몰로지라는 위상수학의 개념으로 발전하였다.

#### 가우스의 정17각형 작도 가능 증명
1796년 가우스는 변의 개수가 페르마 소수인 정다각형은 자와 컴퍼스만으로 작도가 가능하다는 것을 보였다. 특히, 3월 30일에 정17각형의 작도법을 발견하였다. 이것은 고대 그리스 시대부터 수학에서 중요한 부분을 차지해 온 작도 문제에서 주요한 발견이었다.
이는 π⁄17의 삼각함수 값이 사칙연산과 제곱근만으로 표현이 가능하다는 것을 의미한다.
{\displaystyle {\frac {17}{4}}t^{2}\cot {\frac {\pi }{17}}}
이러한 가우스의 증명은 다시 사칙연산과 제곱근으로 표현 가능한 도형은 작도가 가능하다는 것을 의미한다

### 비유클리드 기하학
수학자들은 유클리드 기하학의 공리들 가운데 평행선 공리가 다른 공리들로부터 유도 될 수 있는 정리인지 의심했으며, 평행선 공리가 정말 필수적인지 고민하였다. 결국 가우스, 보여이, 로바체프스키 등의 수학자들은 평행선 공리는 타 공리들로부터 독립적이며, 평행선 공리 대신 다른 공리로 바꿔도 여전히 의미 있는 기하학이 됨을 알아내었다. 대표적으로 구면 기하학과 쌍곡 기하학이 있다.

### 미분 기하학
1800년대에는 가우스, 리만 등의 수학자들이, 좌표 기하학과 해석학을 결합하여, 미분 기하학을 발전시켰다. 기본적으로 해석학이 적용될 수 있는 기하학적 대상들을 다루었으며, 해석학에서 기본적으로 미분은 국소적인 성질을, 적분은 그 국소적인 성질들을 적분하여 대역적인 성질을 알아내는 과정에 해당한다. 미분 기하학은 기하학적 대상의 국소적 성질을 분석하여 적분을 통해 대역적인 기하학 성질을 다루는 작업으로 이뤄져 있다. 예를 들어, 접선, 접평면 등의 기하학적 개념은 미분으로 다루기 아주 알맞은 주제다. 또한, 전통적인 기하학은, 유클리드 공간 {\displaystyle \mathbb {R} ^{n}}을 먼저 배경으로 놓고, 그 안에서 여러 가지 기하학적 대상들을 연구 하였다. 즉, 다루고자 하는 기하학적 대상의 바깥에서 본 관점으로 이뤄져 있었다. 이에 반해 미분 기하학자들은, 배경 공간에 독립적인 기하학적 대상 고유의 성질들을 연구하고자 하였으며, 이를 내재적 성질이라고 한다. 가우스는 주로 미분 가능한 곡면을 연구하였는데, 여기서 내재적 성질의 대표적인 예시인, 가우스 곡률을 정의 하였다. 가우스는, 곡면의 가우스 곡률은 그 곡면이 들어가 있는 배경 공간에 독립적이라는 정리, Theorema Egregium을 증명하였다. 리만은 일반적인 리만 다양체에 대한 미분 기하학을 만들었으며, 곡선, 곡면뿐만 아니라 임의의 차원을 가진 다양체를 일관적인 방식으로 연구 할 수 있다. 이를 리만 기하학이라고 하며, 미분 기하학이라고 하면 일반적으로 리만 기하학을 뜻한다. 리만이 리만 기하학을 발표할 당시 가우스도 참관하였는데, 리만에게 기립 박수를 보낸 것으로 유명하다. 가우스는 타 수학자들을 칭찬하는데 굉장히 인색한 사람 이였지만 리만이 리만 기하학을 발표할 때는 자신이 꿈꾸던 기하학이 눈 앞에 펼쳐졌기 때문에, 아주 감탄한 것으로 보인다.. 또한 직전에 발달한 비유클리드 기하학도 거의 다 미분 기하학 안에서 다뤄질 수 있기 때문에, 한 동안 기하학은 미분 기하학의 시대였다.

## 분야
- 유클리드 기하학
- 심플렉틱 기하학
- 비유클리드 기하학: 리만 기하학
- 대수기하학
- 해석기하학
- 미분기하학
- 복소기하학
- 사영기하학
- 위상수학
- 프랙탈

## 같이 보기
- 화법기하학
- 분자기하